# ریکیو (فیلم)
ریکیو (به ژاپنی: 利休 Rikyū) فیلمی به کارگردانی تشیگاهارا هیروشی است که در سال ۱۹۸۹ اکران شد. فیلم در مورد استاد قرن شانزدهم مراسم چای ژاپنی، سن نو ریکیو است. این فیلم بر مراحل آخر زندگی ریکیو، در طول دوره بسیار آشفته دوره سنگوکوی ژاپن متمرکز است.

## بازیگران
- رنتارو میکونی در نقش سن نو ریکیو
- تسوتومو کامازاکی در نقش تویوتومی هیده‌یوشی
- یوشیکو میتا در نقش ریکی
- ماتسوموتو کوشیرو نهم در نقش اودا نوبوناگا
- ناکامورا کیجیه‌مون دوم در نقش توکوگاوا ایه‌یاسو
- ریو تامورا در نقش تویوتومی هیده‌ناگا
- کیوکو کیشیدا در نقش کودای این
- تانیه کیتابایاشی در نقش اوماندوکورو
- سایوکو یاماگوچی در نقش یودو دونو
- باندو میستوکورو دهم در نقش ایشیدا میتسوناری
- هیساشی ایگاوا در نقش یامانواوئه سوجی
- دونالد ریچی در نقش گاسپار کوئلیو